# Châtillon-en-Dunois
Châtillon-en-Dunois era una comuna francesa situada en el departamento de Eure y Loir, de la región de Centro-Valle de Loira, que el uno de enero de 2017 pasó a ser una comuna delegada de la comuna nueva de Vald'Yerre al fusionarse con las comunas de Arrou, Boisgasson, Courtalain, Langey y Saint-Pellerin.

## Demografía
| Gráfica de evolución demográfica de Châtillon-en-Dunois entre 1800 y 2014 |
|                                                                           |

Los datos demográficos contemplados en este gráfico de la comuna de Châtillon-en-Dunois se han cogido de 1800 a 1999 de la página francesa EHESS/Cassini, y los demás datos de la página del INSEE.